# Victoria (cráter)
Victoria es el nombre de un pequeño cráter de impacto en el planeta Marte situado a 2,05° Sur y 5,5° Oeste. El impacto causó un abertura de 750 metros de diámetro en la superficie del Meridiani Planum. El nombre fue aprobado en 1973 por la Unión Astronómica Internacional en honor a la Victoria, la nao española del siglo XVI. Previamente el epónimo fue la comunidad de Victoria, capital de la isla de Seychelles.

## Opportunity
El cráter Victoria fue uno de los destinos explorados por el astromóvil todoterreno Opportunity, entrando dentro del cráter después de viajar por casi dos años, llegando a la orilla del cráter el día 95 sol (26 de septiembre de 2006). La exploración del cráter por Opportunity discurrió en una circunnavegación en el sentido contrario a las agujas del reloj y le llevó alrededor de aproximadamente una cuarta parte de la circunferencia del cráter. La descripción de la geografía del cráter, bahías y cabos, se identificó usando los nombres de diferentes puntos visitados por Fernando de Magallanes en sus viajes en la nao Victoria.
La ruta de Oportunity permitió identificar varios puntos de entrada y salida al cráter, crear mapas topográficos de alta resolución y poner en prueba el programa de navegación del astromóvil. Opportunity tuvo también la ocasión de estudiar las diferentes capas de ciertas regiones del cráter y las características de ciertas líneas oscuras vistas en el norte del cráter.

Aproximación a la imagen de colores reales, tomada por el Mars Exploration Rover Opportunity; muestra la vista del cráter Victoria desde Cabo Verde. Fue capturada durante un período de tres semanas, desde el 16 de octubre hasta el 6 de noviembre de 2006.

### Interior

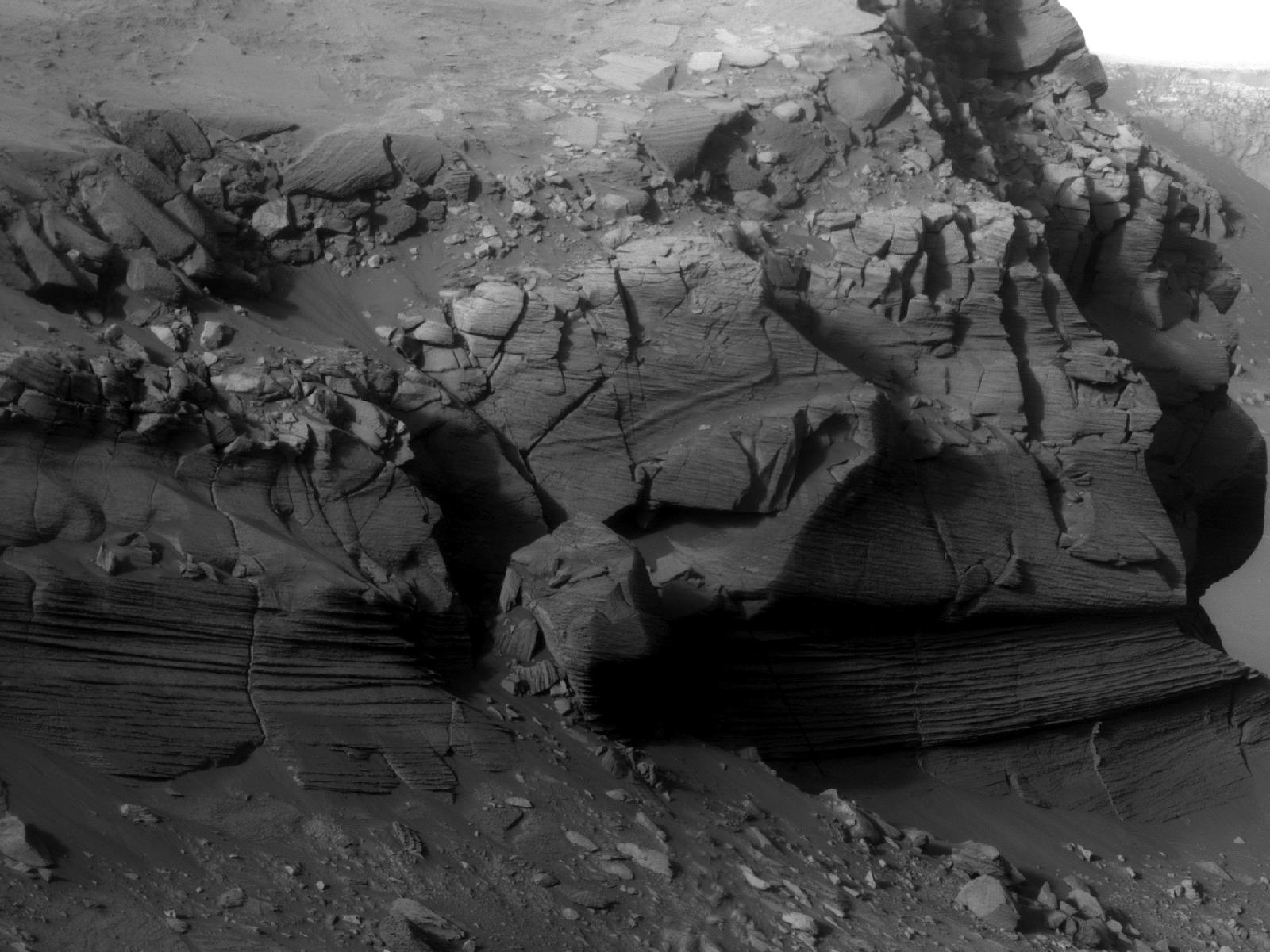
Sección rocosa de Cabo Verde, nombrado así por uno de los puntos visitados por Fernando de Magallanes y su tripulación a bordo de la Victoria.

Durante su recorrido por la circunferencia del cráter Victoria, Opportunity se enfrentó a una tormenta de polvo que retardó la entrada al cráter por seis semanas. El todoterreno entró al cráter por el punto conocido como Bahía Duck. Previamente, Opportunity pudo ser puesto a prueba en el terreno, lo que permitió también desarrollar una buena estrategia de salida del cráter, que ocurrió el sol 1293. Durante su estadía dentro de Victoria, la exploración del vehículo robótico permitió recopilar datos sobre las capas rocosas del cráter y tomar imágenes de alta resolución desde Cabo Verde.
Opportunity abandonó el cráter Victoria el 29 de agosto de 2008, después de sufrir leves inconvenientes técnicos. Después de su salida de Victoria, Opportunity se dirigió a su siguiente destino, el cráter Endeavour.